# スーパー・ベスト (KATSUMIのアルバム)
『スーパー・ベスト』は2011年12月21日に発売されたKATSUMI4枚目のベスト・アルバム。

## 内容
TSUTAYAが展開するプライベートブランド「ザ・ベストバリュー999」の企画アルバム『スーパー・ベスト』シリーズ・ラインナップの1枚。
本作はパイオニアLDC在籍時リリースのシングル曲・アルバム曲を収録。
2000年発売ベスト・アルバム『Best Selection』と似通った選曲である。
シングル表題曲の音源については、5曲目「The Force -Energy Mix-」を除きすべてオリジナル・ヴァージョンで収録。
1曲目から7曲目までシングル曲、8曲目から15曲目までがアルバム曲。

## 再発盤
2015年1月28日、TSUTAYAが新たに設立したプライベートブランド『TSUTAYA スーパー・ベスト』より同内容で再発。サイドキャップの色が赤色から青色になり若干の仕様変更がなされた。

## 収録曲
1. 危険な女神
2. YES,抱きしめて
3. Just time girl
4. IT'S MY JAL
5. The Force -Energy Mix-
6. 君と出会えたこの場所
7. 笑顔がいいね
8. ONE (We are ONE)
  - 2ndアルバム『ONE』収録曲。
9. Rose is a Rose
  - 3rdアルバム『ROSE IS A ROSE』収録曲。
10. 僕たちのコレクション
  - 5thアルバム『SUPER BALANCE』収録曲。
11. FREEDOM
  - 3rdアルバム『ROSE IS A ROSE』収録曲。
12. FOR YOU
  - 2ndアルバム『ONE』収録曲。
13. BREAK OUT 〜輝ける日々へ〜
  - 6thアルバム『BRIGHT DAYS』収録曲。
14. 明日に架ける夢
  - 4thアルバム『FORCE』収録曲。
15. ICE on FIRE
  - 5thアルバム『SUPER BALANCE』収録曲。